# Modifiche territoriali e amministrative dei comuni del Molise
Questa pagina riassume tutte le modifiche territoriali ed amministrative dei comuni molisani dall'Unità ad oggi.
| Cod. Belfiore | Comune                      | Prov.      | Anno | Evento                  | Comune             | Provincia |
| ------------- | --------------------------- | ---------- | ---- | ----------------------- | ------------------ | --------- |
| A050          | Acquaviva Collecroce        | CB Abruzzo | 1964 | Cambia regione          |                    | CB        |
| A051          | Acquaviva d'Isernia         | CB Abruzzo | 1964 | Cambia regione          |                    | CB        |
| A051          | Acquaviva d'Isernia         | CB         | 1970 | Cambia provincia        |                    | IS        |
| A080          | Agnone                      | CB Abruzzo | 1964 | Cambia regione          |                    | CB        |
| A080          | Agnone                      | CB         | 1970 | Cambia provincia        |                    | IS        |
| A567          | Bagnoli del Trigno          | CB Abruzzo | 1964 | Cambia regione          |                    | CB        |
| A567          | Bagnoli del Trigno          | CB         | 1970 | Cambia Provincia        |                    | IS        |
| A616          | Baranello                   | CB Abruzzo | 1964 | Cambia regione          |                    | CB        |
| A761          | Belmonte del Sannio         | CB Abruzzo | 1964 | Cambia regione          |                    | CB        |
| A761          | Belmonte del Sannio         | CB         | 1970 | Cambia provincia        |                    | IS        |
| A930          | Bojano                      | CB Abruzzo | 1964 | Cambia regione          |                    | CB        |
| A971          | Bonefro                     | CB Abruzzo | 1964 | Cambia regione          |                    | CB        |
| B295          | Busso                       | CB Abruzzo | 1964 | Cambia regione          |                    | CB        |
| B317          | Poggio Sannita              | CB Abruzzo | 1964 | Cambia regione          |                    | CB        |
| B317          | Poggio Sannita              | CB         | 1970 | Cambia provincia        |                    | IS        |
| B466          | Sant'Elena Sannita          | CB Abruzzo | 1964 | Cambia regione          |                    | CB        |
| B466          | Sant'Elena Sannita          | CB         | 1970 | Cambia provincia        |                    | IS        |
| B519          | Campobasso                  | CB Abruzzo | 1964 | Cambia regione          |                    | CB        |
| B522          | Campochiaro                 | CB Abruzzo | 1964 | Cambia regione          |                    | CB        |
| B528          | Campodipietra               | CB Abruzzo | 1964 | Cambia regione          |                    | CB        |
| B544          | Campolieto                  | CB Abruzzo | 1964 | Cambia regione          |                    | CB        |
| B550          | Campomarino                 | CB Abruzzo | 1964 | Cambia regione          |                    | CB        |
| B630          | Cantalupo nel Sannio        | CB Abruzzo | 1964 | Cambia regione          |                    | CB        |
| B630          | Cantalupo nel Sannio        | CB         | 1970 | Cambia provincia        |                    | IS        |
| B682          | Capracotta                  | CB Abruzzo | 1964 | Cambia regione          |                    | CB        |
| B682          | Capracotta                  | CB         | 1970 | Cambia provincia        |                    | IS        |
| B810          | Carovilli                   | CB Abruzzo | 1964 | Cambia regione          |                    | CB        |
| B810          | Carovilli                   | CB         | 1970 | Cambia provincia        |                    | IS        |
| B830          | Carpinone                   | CB Abruzzo | 1964 | Cambia regione          |                    | CB        |
| B830          | Carpinone                   | CB         | 1970 | Cambia provincia        |                    | IS        |
| B858          | Casacalenda                 | CB Abruzzo | 1964 | Cambia regione          |                    | CB        |
| B871          | Casalciprano                | CB Abruzzo | 1964 | Cambia regione          |                    | CB        |
| C066          | Castelbottaccio             | CB Abruzzo | 1964 | Cambia regione          |                    | CB        |
| C082          | Castel del Giudice          | CB Abruzzo | 1964 | Cambia regione          |                    | CB        |
| C082          | Castel del Giudice          | CB         | 1970 | Cambia provincia        |                    | IS        |
| C175          | Castellino del Biferno      | CB Abruzzo | 1964 | Cambia regione          |                    | CB        |
| C197          | Castelmauro                 | CB Abruzzo | 1964 | Cambia regione          |                    | CB        |
| C200          | Castelverrino               | CB Abruzzo | 1964 | Cambia regione          |                    | CB        |
| C200          | Castelverrino               | CB         | 1970 | Cambia provincia        |                    | IS        |
| C246          | Castelpetroso               | CB Abruzzo | 1964 | Cambia regione          |                    | CB        |
| C246          | Castelpetroso               | CB         | 1970 | Cambia provincia        |                    | IS        |
| C247          | Castelpizzuto               | CB Abruzzo | 1964 | Cambia regione          |                    | CB        |
| C247          | Castelpizzuto               | CB         | 1970 | Cambia provincia        |                    | IS        |
| C270          | Castel San Vincenzo         | CB Abruzzo | 1964 | Cambia regione          |                    | CB        |
| C270          | Castel San Vincenzo         | CB         | 1970 | Cambia provincia        |                    | IS        |
| C346          | Castropignano               | CB Abruzzo | 1964 | Cambia regione          |                    | CB        |
| C486          | Cercemaggiore               | CB Abruzzo | 1964 | Cambia regione          |                    | CB        |
| C488          | Cercepiccola                | CB Abruzzo | 1964 | Cambia regione          |                    | CB        |
| C534          | Cerro al Volturno           | CB Abruzzo | 1964 | Cambia regione          |                    | CB        |
| C534          | Cerro al Volturno           | CB         | 1970 | Cambia provincia        |                    | IS        |
| C620          | Chiauci                     | CB Abruzzo | 1964 | Cambia regione          |                    | CB        |
| C620          | Chiauci                     | CB         | 1970 | Cambia provincia        |                    | IS        |
| C764          | Civitacampomarano           | CB Abruzzo | 1964 | Cambia regione          |                    | CB        |
| C769          | Civitanova del Sannio       | CB Abruzzo | 1964 | Cambia regione          |                    | CB        |
| C769          | Civitanova del Sannio       | CB         | 1970 | Cambia provincia        |                    | IS        |
| C772          | Duronia                     | CB Abruzzo | 1964 | Cambia regione          |                    | CB        |
| C854          | Colle d'Anchise             | CB Abruzzo | 1964 | Cambia regione          |                    | CB        |
| C875          | Colletorto                  | CB Abruzzo | 1964 | Cambia regione          |                    | CB        |
| C878          | Colli a Volturno            | CB Abruzzo | 1964 | Cambia regione          |                    | CB        |
| C878          | Colli a Volturno            | CB         | 1970 | Cambia provincia        |                    | IS        |
| C941          | Conca Casale                | CB Abruzzo | 1964 | Cambia regione          |                    | CB        |
| C941          | Conca Casale                | CB         | 1970 | Cambia provincia        |                    | IS        |
| D550          | Ferrazzano                  | CB Abruzzo | 1964 | Cambia regione          |                    | CB        |
| D595          | Filignano                   | CB Abruzzo | 1964 | Cambia regione          |                    | CB        |
| D595          | Filignano                   | CB         | 1970 | Cambia provincia        |                    | IS        |
| D703          | Forlì del Sannio            | CB Abruzzo | 1964 | Cambia regione          |                    | CB        |
| D703          | Forlì del Sannio            | CB         | 1970 | Cambia provincia        |                    | IS        |
| D715          | Fornelli                    | CB Abruzzo | 1964 | Cambia regione          |                    | CB        |
| D715          | Fornelli                    | CB         | 1970 | Cambia provincia        |                    | IS        |
| D737          | Fossalto                    | CB Abruzzo | 1964 | Cambia regione          |                    | CB        |
| D811          | Frosolone                   | CB Abruzzo | 1964 | Cambia regione          |                    | CB        |
| D811          | Frosolone                   | CB         | 1970 | Cambia provincia        |                    | IS        |
| D896          | Gambatesa                   | CB Abruzzo | 1964 | Cambia regione          |                    | CB        |
| E030          | Gildone                     | CB Abruzzo | 1964 | Cambia regione          |                    | CB        |
| E244          | Guardialfiera               | CB Abruzzo | 1964 | Cambia regione          |                    | CB        |
| E248          | Guardiaregia                | CB Abruzzo | 1964 | Cambia regione          |                    | CB        |
| E259          | Guglionesi                  | CB Abruzzo | 1964 | Cambia regione          |                    | CB        |
| E335          | Isernia                     | CB Abruzzo | 1964 | Cambia regione          |                    | CB        |
| E335          | Isernia                     | CB         | 1970 | Cambia provincia        |                    | IS        |
| E381          | Jelsi                       | CB Abruzzo | 1964 | Cambia regione          |                    | CB        |
| E456          | Larino                      | CB Abruzzo | 1964 | Cambia regione          |                    | CB        |
| E599          | Limosano                    | CB Abruzzo | 1964 | Cambia regione          |                    | CB        |
| E669          | Longano                     | CB Abruzzo | 1964 | Cambia regione          |                    | CB        |
| E669          | Longano                     | CB         | 1970 | Cambia provincia        |                    | IS        |
| E722          | Lucito                      | CB Abruzzo | 1964 | Cambia regione          |                    | CB        |
| E748          | Lupara                      | CB Abruzzo | 1964 | Cambia regione          |                    | CB        |
| E778          | Macchia d'Isernia           | CB Abruzzo | 1964 | Cambia regione          |                    | CB        |
| E778          | Macchia d'Isernia           | CB         | 1970 | Cambia provincia        |                    | IS        |
| E779          | Macchiagodena               | CB Abruzzo | 1964 | Cambia regione          |                    | CB        |
| E779          | Macchiagodena               | CB         | 1970 | Cambia provincia        |                    | IS        |
| E780          | Macchia Valfortore          | CB Abruzzo | 1964 | Cambia regione          |                    | CB        |
| E799          | Mafalda                     | CB Abruzzo | 1964 | Cambia regione          |                    | CB        |
| F055          | Matrice                     | CB Abruzzo | 1964 | Cambia regione          |                    | CB        |
| F233          | Mirabello Sannitico         | CB Abruzzo | 1964 | Cambia regione          |                    | CB        |
| F239          | Miranda                     | CB Abruzzo | 1964 | Cambia regione          |                    | CB        |
| F239          | Miranda                     | CB         | 1970 | Cambia provincia        |                    | IS        |
| F294          | Molise                      | CB Abruzzo | 1964 | Cambia regione          |                    | CB        |
| F322          | Monacilioni                 | CB Abruzzo | 1964 | Cambia regione          |                    | CB        |
| F391          | Montagano                   | CB Abruzzo | 1964 | Cambia regione          |                    | CB        |
| F429          | Montaquila                  | CB Abruzzo | 1964 | Cambia regione          |                    | CB        |
| F429          | Montaquila                  | CB         | 1970 | Cambia provincia        |                    | IS        |
| F475          | Montecilfone                | CB Abruzzo | 1964 | Cambia regione          |                    | CB        |
| F495          | Montefalcone nel Sannio     | CB Abruzzo | 1964 | Cambia regione          |                    | CB        |
| F548          | Montelongo                  | CB Abruzzo | 1964 | Cambia regione          |                    | CB        |
| F569          | Montemitro                  | CB Abruzzo | 1964 | Cambia regione          |                    | CB        |
| F576          | Montenero di Bisaccia       | CB Abruzzo | 1964 | Cambia regione          |                    | CB        |
| F580          | Montenero Val Cocchiara     | CB Abruzzo | 1964 | Cambia regione          |                    | CB        |
| F580          | Montenero Val Cocchiara     | CB         | 1970 | Cambia provincia        |                    | IS        |
| F601          | Monteroduni                 | CB Abruzzo | 1964 | Cambia regione          |                    | CB        |
| F601          | Monteroduni                 | CB         | 1970 | Cambia provincia        |                    | IS        |
| F689          | Montorio nei Frentani       | CB Abruzzo | 1964 | Cambia regione          |                    | CB        |
| F748          | Morrone del Sannio          | CB Abruzzo | 1964 | Cambia regione          |                    | CB        |
| G086          | Oratino                     | CB Abruzzo | 1964 | Cambia regione          |                    | CB        |
| G257          | Palata                      | CB Abruzzo | 1964 | Cambia regione          |                    | CB        |
| G486          | Pesche                      | CB Abruzzo | 1964 | Cambia regione          |                    | CB        |
| G486          | Pesche                      | CB         | 1970 | Cambia provincia        |                    | IS        |
| G495          | Pescolanciano               | CB Abruzzo | 1964 | Cambia regione          |                    | CB        |
| G495          | Pescolanciano               | CB         | 1970 | Cambia provincia        |                    | IS        |
| G497          | Pescopennataro              | CB Abruzzo | 1964 | Cambia regione          |                    | CB        |
| G497          | Pescopennataro              | CB         | 1970 | Cambia provincia        |                    | IS        |
| G506          | Petacciato                  | CB Abruzzo | 1964 | Cambia regione          |                    | CB        |
| G512          | Petrella Tifernina          | CB Abruzzo | 1964 | Cambia regione          |                    | CB        |
| G523          | Pettoranello del Molise     | CB Abruzzo | 1964 | Cambia regione          |                    | CB        |
| G523          | Pettoranello del Molise     | CB         | 1970 | Cambia provincia        |                    | IS        |
| G606          | Pietrabbondante             | CB Abruzzo | 1964 | Cambia regione          |                    | CB        |
| G606          | Pietrabbondante             | CB         | 1970 | Cambia provincia        |                    | IS        |
| G609          | Pietracatella               | CB Abruzzo | 1964 | Cambia regione          |                    | CB        |
| G610          | Pietracupa                  | CB Abruzzo | 1964 | Cambia regione          |                    | CB        |
| G727          | Pizzone                     | CB Abruzzo | 1964 | Cambia regione          |                    | CB        |
| G727          | Pizzone                     | CB         | 1970 | Cambia provincia        |                    | IS        |
| G910          | Portocannone                | CB Abruzzo | 1964 | Cambia regione          |                    | CB        |
| G954          | Pozzilli                    | CB Abruzzo | 1964 | Cambia regione          |                    | CB        |
| G954          | Pozzilli                    | CB         | 1970 | Cambia provincia        |                    | IS        |
| H083          | Provvidenti                 | CB Abruzzo | 1964 | Cambia regione          |                    | CB        |
| H273          | Riccia                      | CB Abruzzo | 1964 | Cambia regione          |                    | CB        |
| H308          | Rionero Sannitico           | CB Abruzzo | 1964 | Cambia regione          |                    | CB        |
| H308          | Rionero Sannitico           | CB         | 1970 | Cambia provincia        |                    | IS        |
| H311          | Ripabottoni                 | CB Abruzzo | 1964 | Cambia regione          |                    | CB        |
| H313          | Ripalimosano                | CB Abruzzo | 1964 | Cambia regione          |                    | CB        |
| H313          | Ripalimosano                | CB         | 1989 | Cambia denominazione in | Ripalimosani       | CB        |
| H420          | Roccamandolfi               | CB Abruzzo | 1964 | Cambia regione          |                    | CB        |
| H420          | Roccamandolfi               | CB         | 1970 | Cambia provincia        |                    | IS        |
| H445          | Roccasicura                 | CB Abruzzo | 1964 | Cambia regione          |                    | CB        |
| H445          | Roccasicura                 | CB         | 1970 | Cambia provincia        |                    | IS        |
| H458          | Rocchetta a Volturno        | CB Abruzzo | 1964 | Cambia regione          |                    | CB        |
| H458          | Rocchetta a Volturno        | CB         | 1970 | Cambia provincia        |                    | IS        |
| H589          | Rotello                     | CB Abruzzo | 1964 | Cambia regione          |                    | CB        |
| H693          | Salcito                     | CB Abruzzo | 1964 | Cambia regione          |                    | CB        |
| H782          | San Biase                   | CB Abruzzo | 1964 | Cambia regione          |                    | CB        |
| H833          | San Felice del Molise       | CB Abruzzo | 1964 | Cambia regione          |                    | CB        |
| H867          | San Giacomo degli Schiavoni | CB Abruzzo | 1964 | Cambia regione          |                    | CB        |
| H920          | San Giovanni in Galdo       | CB Abruzzo | 1964 | Cambia regione          |                    | CB        |
| H928          | San Giuliano del Sannio     | CB Abruzzo | 1964 | Cambia regione          |                    | CB        |
| H929          | San Giuliano di Puglia      | CB Abruzzo | 1964 | Cambia regione          |                    | CB        |
| H990          | San Martino in Pensilis     | CB Abruzzo | 1964 | Cambia regione          |                    | CB        |
| I023          | San Massimo                 | CB Abruzzo | 1964 | Cambia regione          |                    | CB        |
| I096          | San Pietro Avellana         | CB Abruzzo | 1964 | Cambia regione          |                    | CB        |
| I096          | San Pietro Avellana         | CB         | 1970 | Cambia provincia        |                    | IS        |
| I122          | Sanpolomatese               | CB Abruzzo | 1964 | Cambia regione          |                    | CB        |
| I122          | Sanpolomatese               | CB         | 1991 | Cambia denominazione in | San Polo Matese    | CB        |
| I181          | Santa Croce di Magliano     | CB Abruzzo | 1964 | Cambia regione          |                    | CB        |
| I189          | Sant'Agapito                | CB Abruzzo | 1964 | Cambia regione          |                    | CB        |
| I189          | Sant'Agapito                | CB         | 1970 | Cambia provincia        |                    | IS        |
| I238          | Santa Maria del Molise      | CB Abruzzo | 1964 | Cambia regione          |                    | CB        |
| I238          | Santa Maria del Molise      | CB         | 1970 | Cambia provincia        |                    | IS        |
| I282          | Sant'Angelo del Pesco       | CB Abruzzo | 1964 | Cambia regione          |                    | CB        |
| I282          | Sant'Angelo del Pesco       | CB         | 1970 | Cambia provincia        |                    | IS        |
| I289          | Sant'Angelo Limosano        | CB Abruzzo | 1964 | Cambia regione          |                    | CB        |
| I320          | Sant'Elia a Pianisi         | CB Abruzzo | 1964 | Cambia regione          |                    | CB        |
| I507          | Scapoli                     | CB Abruzzo | 1964 | Cambia regione          |                    | CB        |
| I507          | Scapoli                     | CB         | 1970 | Cambia provincia        |                    | IS        |
| I618          | Sepino                      | CB Abruzzo | 1964 | Cambia regione          |                    | CB        |
| I679          | Sessano                     | CB Abruzzo | 1964 | Cambia regione          |                    | CB        |
| I679          | Sessano                     | CB         | 1966 | Cambia denominazione in | Sessano del Molise | CB        |
| I679          | Sessano del Molise          | CB         | 1970 | Cambia provincia        |                    | IS        |
| I682          | Sesto Campano               | CB Abruzzo | 1964 | Cambia regione          |                    | CB        |
| I682          | Sesto Campano               | CB         | 1970 | Cambia provincia        |                    | IS        |
| I910          | Spinete                     | CB Abruzzo | 1964 | Cambia regione          |                    | CB        |
| L069          | Tavenna                     | CB Abruzzo | 1964 | Cambia regione          |                    | CB        |
| L113          | Termoli                     | CB Abruzzo | 1964 | Cambia regione          |                    | CB        |
| L215          | Torella del Sannio          | CB Abruzzo | 1964 | Cambia regione          |                    | CB        |
| L230          | Toro                        | CB Abruzzo | 1964 | Cambia regione          |                    | CB        |
| L435          | Trivento                    | CB Abruzzo | 1964 | Cambia regione          |                    | CB        |
| L458          | Tufara                      | CB Abruzzo | 1964 | Cambia regione          |                    | CB        |
| L505          | Ururi                       | CB Abruzzo | 1964 | Cambia regione          |                    | CB        |
| L696          | Vastogirardi                | CB Abruzzo | 1964 | Cambia regione          |                    | CB        |
| L696          | Vastogirardi                | CB         | 1970 | Cambia provincia        |                    | IS        |
| L725          | Venafro                     | CB Abruzzo | 1964 | Cambia regione          |                    | CB        |
| L725          | Venafro                     | CB         | 1970 | Cambia provincia        |                    | IS        |
| M057          | Vinchiaturo                 | CB Abruzzo | 1964 | Cambia regione          |                    | CB        |